# Arthur Wyss (Archivar)
Arthur Franz Wilhelm Wyss (* 5. April 1852 in Homburg vor der Höhe; † 24. November 1900 in Frankfurt am Main) war großherzoglich hessischer Zweiter Haus- und Staatsarchivar in Darmstadt, Herausgeber der Limburger Chronik des Tilemann Elhen von Wolfhagen und eines Urkundenbuchs der Deutschordensballei Hessen. Als kritischer Rezensent nutzte er auch das Pseudonym Wanbald.

## Leben
Als einziger Sohn des aus Straßburg stammenden Uhrmachers und späteren Bankbeamten Johann Joseph Wyss und der Marie Friederike (geb. Haas) kam Arthur Wyss am 5. April 1852 in Homburg vor der Höhe zur Welt. Er besuchte dort die Realschule zweiter Ordnung und erhielt auch durch einen Gymnasiallehrer ab dem Sommer 1867 besonderen Unterricht in den alten Sprachen. 1869 zogen seine inzwischen verwitwete Mutter und er nach Marburg um, wo er das Gymnasium besuchte und 1871 das Maturitätsexamen bestand. An der Universität Marburg studierte er Klassische Philologie und Geschichte. Im fünften Semester entschied er sich für die Archivlaufbahn und wurde am 1. Dezember 1873 als Volontär am Staatsarchiv Marburg angenommen. Am 6. Oktober 1874 wurde er als Hilfsarbeiter verbeamtet. Nach Abschluss seiner Promotion 1875, mit einer Arbeit über die Limburger Chronik, wurde Wyss am 1. Januar 1876 Archivassistent, am 1. Juli 1877 Archivsekretär. Am 4. Juli 1879 wechselte er aus dem preußischen (Provinz Hessen-Nassau) in den großherzoglich hessischen (Hessen-Darmstadt) Archivdienst und trat die neugeschaffene Stelle eines Zweiten Haus- und Staatsarchivars in Darmstadt an. Am 11. Juli 1894 erhielt er den Charakter Archivrat. Im Mai 1898 erkrankte Wyss psychisch, am 8. Juli 1899 wurde er in den Ruhestand versetzt und ihm das Ritterkreuz I. Klasse des Verdienstordens Philipps des Großmütigen verliehen. Am 24. November 1900 verstarb er in der Anstalt für Irre und Epileptische in Frankfurt am Main an den Folgen eines alten Herzleidens. Begraben wurde er neben seiner Mutter auf dem Friedhof in Darmstadt.

## Werk
Aus der im Jahr 1875 veröffentlichten Schrift über die Limburger Chronik, deren ersten Teil Wyss als Dissertation einreichte, erwuchs die 1883 erschienene Ausgabe dieser Chronik für die Monumenta Germaniae Historica. Den ersten Band des Urkundenbuchs der Deutschordensballei Hessen konnte er im Mai 1879 noch in Marburg abschließen, die Drucklegung der letzten Bogen des dritten Bandes musste 1899 aufgrund seiner Krankheit von anderen überwacht werden. Er gab die Jahrgänge 1879 und 1880 der Quartalblätter des Historischen Vereins für das Grossherzogthum Hessen heraus, zu denen er auch mehrere Aufsätze und Rezensionen beisteuerte, darunter eine erste Besprechung und Abhandlung über Johannes Gutenberg, der bis an Wyss’s Lebensende noch etliche weitere folgen sollten. Er verfasste mehrere Artikel für die Allgemeine Deutsche Biographie, darunter über den spätmittelalterlichen Chronisten Eberhard Windeck, zu dem er auch einen weiteren Aufsatz und eine Rezension veröffentlichte. An die eigenen wie an fremde Arbeiten stellte er sehr hohe Ansprüche, was sich auch in seinen zahlreichen mitunter recht detaillierten Rezensionen zeigt. Allein in der Historischen Zeitschrift veröffentlichte er unter dem Pseudonym Wanbald etwa 40 Besprechungen.

## Schriften (Auswahl)
- Kritische Erörterungen über die Limburger Chronik. Erster Theil. Marburg 1875 (Dissertation).
- Die Limburger Chronik untersucht. Mit unedirten Fragmenten der Chronik und vier Urkunden. Marburg 1875.
- Urkundenbuch der Deutschordens-Ballei Hessen. 3 Bände (Hessisches Urkundenbuch. Erste Abtheilung) (Publicationen aus den K. Preussischen Staatsarchiven) Leipzig 1879–1899.
- Deutsche Chroniken und andere Geschichtsbücher des Mittelalters 4,1: Die Limburger Chronik des Tilemann Elhen von Wolfhagen. Herausgegeben von Arthur Wyss. Hannover 1883 (Monumenta Germaniae Historica, Digitalisat)
- Die neuesten deutschen Forschungen zur Gutenbergfrage. In: Zentralblatt für Bibliothekswesen, Jg. 7 (1890), S. 407–428 (online).
- Eberhard Windecks Buch vom Kaiser Sigmund und seine Überlieferung. Leipzig 1894.
- Ein deutscher Cisianus für das Jahr 1444 gedruckt von Gutenberg. Strassburg 1900.